# St. Katharina (Graun)

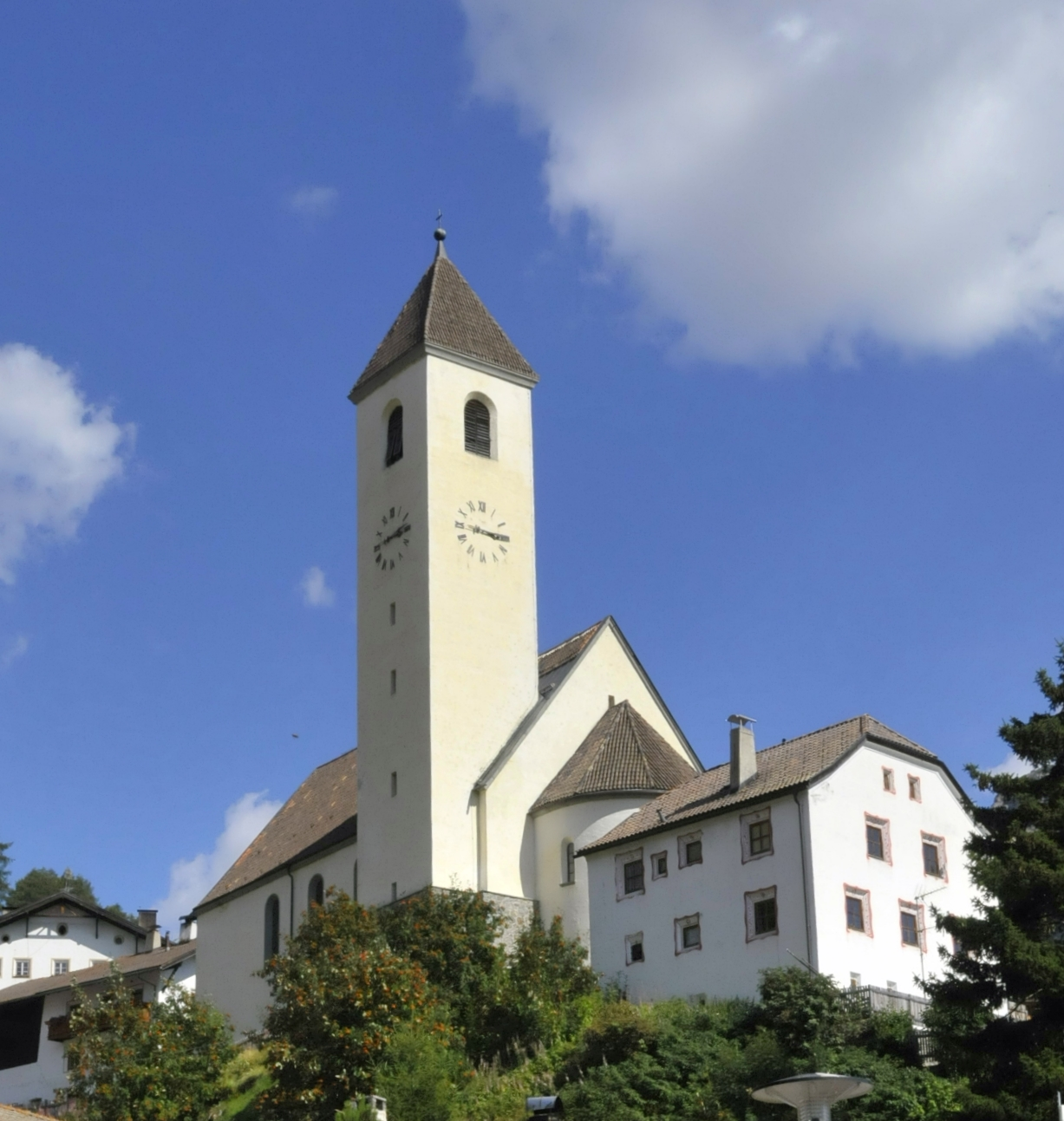
St. Katharina 2013

St. Katharina im Dorf Graun in der Gemeinde Graun im Vinschgau (Südtirol) ist die Pfarrkirche der gleichnamigen Pfarrei. Sie ist seit 1816 der Diözese Brixen angegliedert und gehörte zuvor zum Bistum Chur. Seit 2012 bildet sie mit den Pfarrkirchen St. Sebastian, Reschen, St. Valentin im gleichnamigen Ort sowie mit St. Nikolaus und St. Martin in Langtaufers eine gemeinsame Seelsorgeeinheit.
Der heutige Kirchenbau ist das zwischen 1950 und 1951 ausgeführte dritte Gebäude, nachdem der tiefer und westlicher stehende alte Vorgängerbau wegen der Flutung des neuen Stauwerks Reschensee 1950 zusammen mit dem Altdorf Graun abgerissen werden musste. Lediglich der Kirchturm der zweiten Kirche, der noch von der ersten übernommen worden war, ist stehen geblieben und ragt markant aus dem Reschensee heraus. Er ist ein Wahrzeichen der Region und wurde am 5. April 2004 unter Denkmalschutz gestellt.

## Geschichte

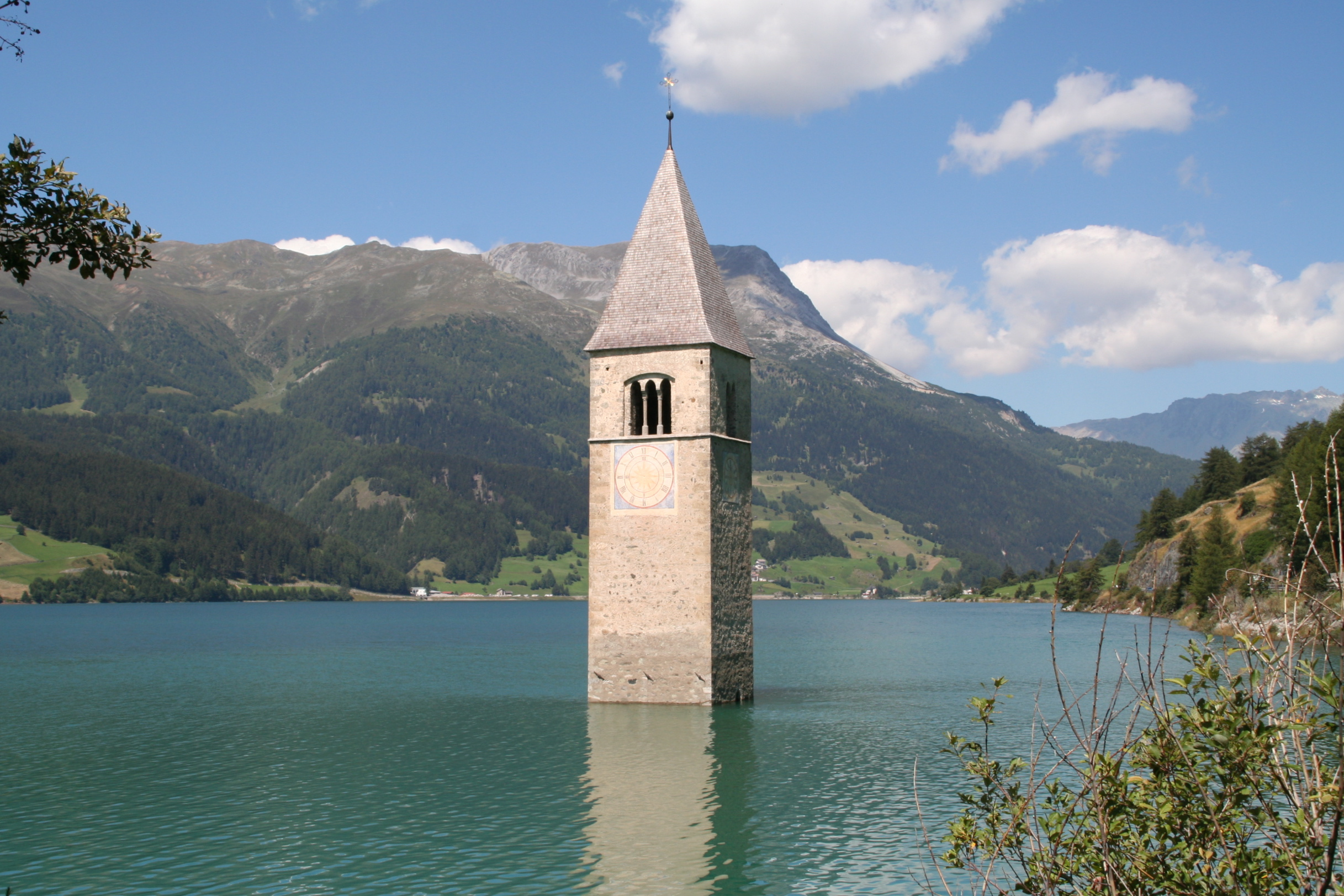
Kirchturm Alt-St. Katharina

Weil in frühesten Jahren die Bewohner der Orte und Weiler auf dem Reschenpass zur Pfarrei St. Benedikt im etwa 15 Kilometer entfernten Mals gehörten, mussten die Kirchgänger eine lange Wegstrecke in Kauf nehmen, die besonders im Winter nur schwer und zum Teil unter Lebensgefahr zu begehen bzw. mit Kutschen zu befahren war. Dadurch sollen Kinder und Kranke zum Teil ohne den Empfang der Taufe oder der Krankensalbung gestorben sein. Infolgedessen wurde 1357 im Ort Graun eine neue Filialkirche erbaut und zu Ehren der hl. Katharina geweiht. Von ihr stammt der heute noch weithin sichtbare aus dem Reschensee ragende Glockenturm. Schließlich wurde 1440 die Filialkirche St. Katharina zur eigenständigen Pfarrei erhoben und bereits 1488 nach größeren Umbaumaßnahmen erneut geweiht.
Während des Dreißigjährigen Kriegs wurde die Kirche Opfer von Plünderungen durch Söldnertruppen, die 1636 über den Reschenpass gezogen waren.
Bereits Mitte des 18. Jahrhunderts erwies sich das Kirchengebäude für die wachsende Bevölkerung als zu klein und wurde entsprechend geräumiger umgebaut und wiederum geweiht. Nicht einmal 100 Jahre später wiederholte sich das gleiche Problem, weil die Kirche nur 900 Plätze für mittlerweile rund 1800 Kirchgänger bot. Deshalb und weil zusätzlich viele Bauteile wie beispielsweise die Empore baufällig geworden waren, wurde wieder ein Neubau geplant und genehmigt.
Die Grundsteinlegung fand am 22. Mai 1833 statt, aber es dauerte noch rund fünf Jahre, bis die zweite Katharinenkirche fertiggestellt werden konnte. Geldnöte verursachten die Verzögerung und erst durch die Bitten um Spenden bei den Kaisern Franz II.  und Ferdinand I. sowie bei weiteren solventen Förderern konnte der Bau verwirklicht werden. Dabei wurde der alte Kirchturm der ersten Kirche beibehalten, grundlegend restauriert und das neue Kirchengebäude mit geringem Abstand danebengesetzt. Am 23. September 1838 konnte der Weihbischof von Brixen schließlich die neue Kirche weihen.
Die Kirche war mit einem Hauptaltar und zwei Seitenaltären ausgestattet. Mehrere Glocken waren im alten Kirchturm aufgehängt worden, von denen drei im Ersten Weltkrieg beschlagnahmt wurden. Um die älteste Glocke, die noch aus der ersten Kirche stammte, vor dem Einschmelzen zu bewahren, wurde sie auf dem Friedhof vergraben, mit einem Kreuz markiert und nach dem Krieg ausgegraben und wieder aufgehängt. Noch im Jahr 1914 baute der Orgelbauer Josef Behmann aus Schwarzach in Vorarlberg/Österreich eine neue zweimanualige pneumatische Orgel mit Schwellwerk und insgesamt 22 Registern ein.
Mit dem Beschluss zum Bau des neuen Stausees war auch das Ende des alten Ortskerns und der Kirche besiegelt. Am 9. Juni 1950 wurde die letzte Messe in der alten Pfarrkirche St. Katharina gefeiert und das Allerheiligste in einer Prozession vorübergehend in die Annakapelle getragen. Am 16. Juli läuteten die Glocken ein letztes Mal, bevor sie später in die im Bau befindliche dritte St.-Katharinen-Kirche oberhalb des neuen Stausees im Neubaugebiet des Ortes Graun verlegt wurden.
Die alte Kirche wurde anschließend wie alle Häuser, die von dem sich bildenden Reschensee überspült werden sollten, gesprengt, lediglich der alte historische Kirchturm von 1367 mit seinen spitzbogigen Triforienfenstern und dem Viereckhelm mit Schindeldach wurde verschont. Er wurde 2004 unter Denkmalschutz gestellt und 2009 grundlegend mit Mitteln des Landes Südtirol saniert. Dabei wurde das Mauerwerk stabilisiert, das Dach erneuert und die Zifferblätter der ehemaligen Turmuhr restauriert. Das Uhrwerk selbst wurde bereits in früheren Jahren dem k.u.k. Museum Bad Egart übertragen.

## Neue Pfarrkirche St. Katharina

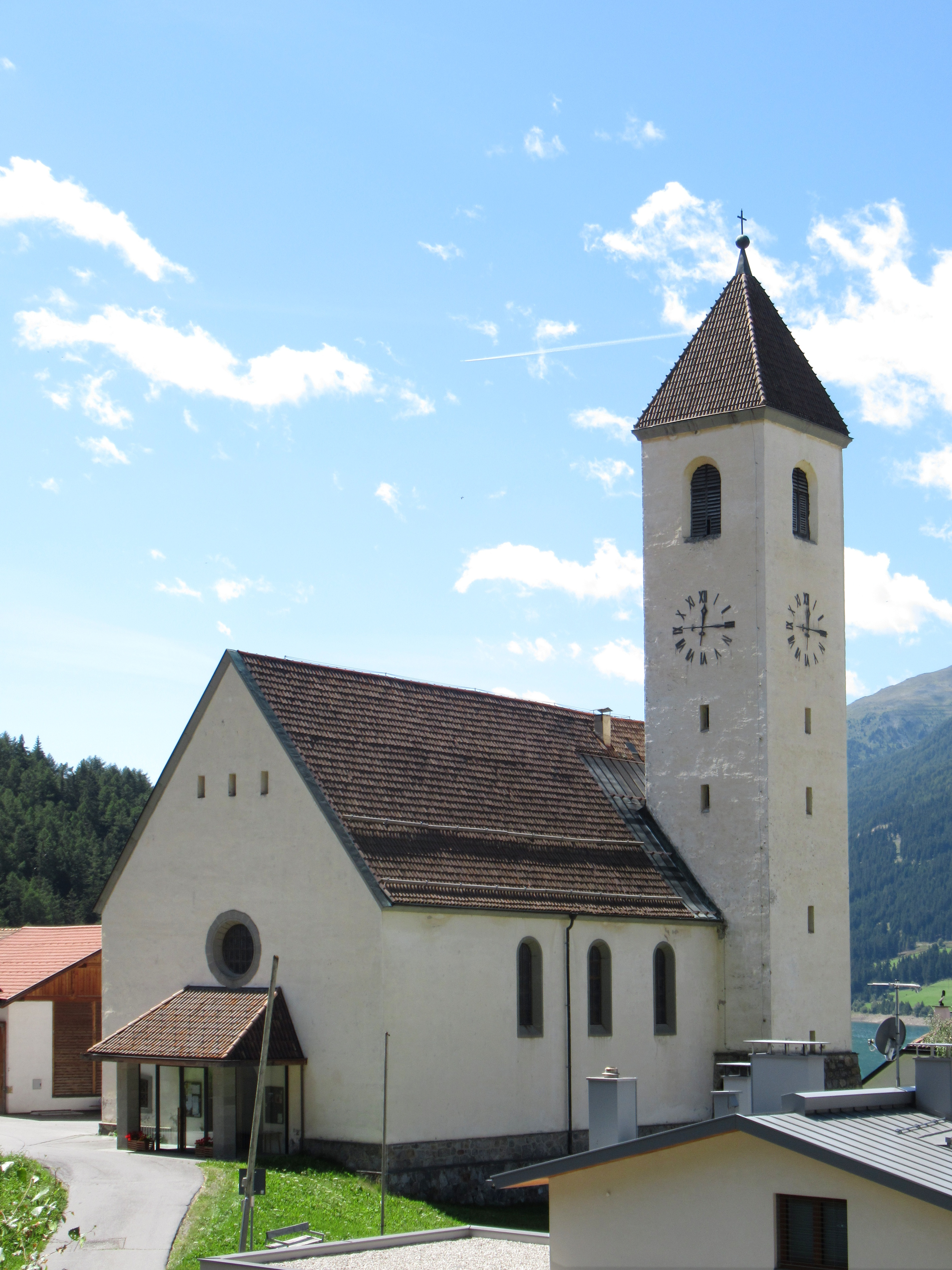
St. Katharina 2023

Unter Sparzwang und mit vielen Abstrichen an den ursprünglichen Bauplänen wurde die neue Kirche zusammen mit den Neubauten der Bewohner auf einer erhöhten natürlichen Terrassenfläche errichtet, jedoch um ein Vielfaches kleiner als der Vorgängerbau. Die Pläne wurden von dem Südtiroler Architekten Erich Pattis erstellt, der auch den Großteil der neuen Häuser geplant hatte. Die Grundsteinlegung fand am 29. Mai 1950 statt und der Bau wurde am 2. Dezember 1951 fertiggestellt. Die Weihe fand schließlich am 18. Mai 1954 durch den Diözesanbischof Joseph Gargitter statt.
Der Architekt hatte sich für eine einfache fünfachsige Saalkirche mit abgerundetem und niedriger gebautem Chor entschieden. Das mit einem Satteldach bedeckte Langhaus ist im Bereich der hinteren zwei Achsen deutlich verbreitert; in seine Nordwestecke ist der hohe quadratische Turm mit aufgesetztem Zeltdach einbezogen. Durch je drei größere Rundbogenfenster im vorderen Bereich des Langhauses und kleinere Fenster im hinteren Bereich bzw. im Chor fällt das nötige Tageslicht in den Kirchenraum. Unter dem Dachgesims des Turmes hat jede Seite eine rundbogige, mit Lamellen abgedeckte Schallöffnung; darunter ist die Kirchturmuhr angebracht.
Der Eingangsbereich besteht aus einem kleinen rechteckigen Vorbau mit rundum gläsernen Seitenwänden unter einem weit vorkragenden Pultdach, über dem ein Rundfenster Licht in den Orgelraum bringt. Im Vorbau befindet sich das rundbogige Eingangsportal mit einer hölzernen Doppelflügeltür.

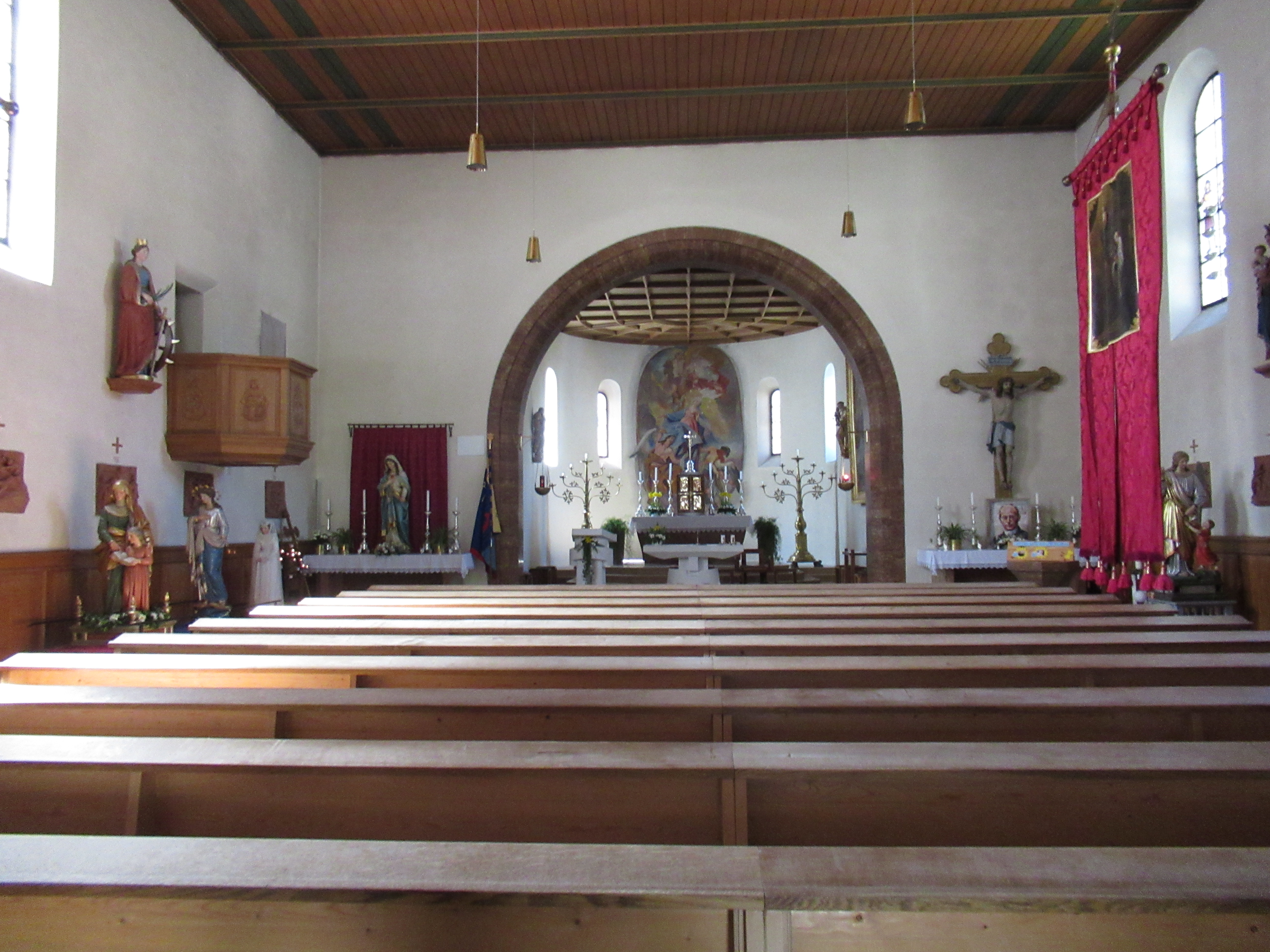
Innenraum
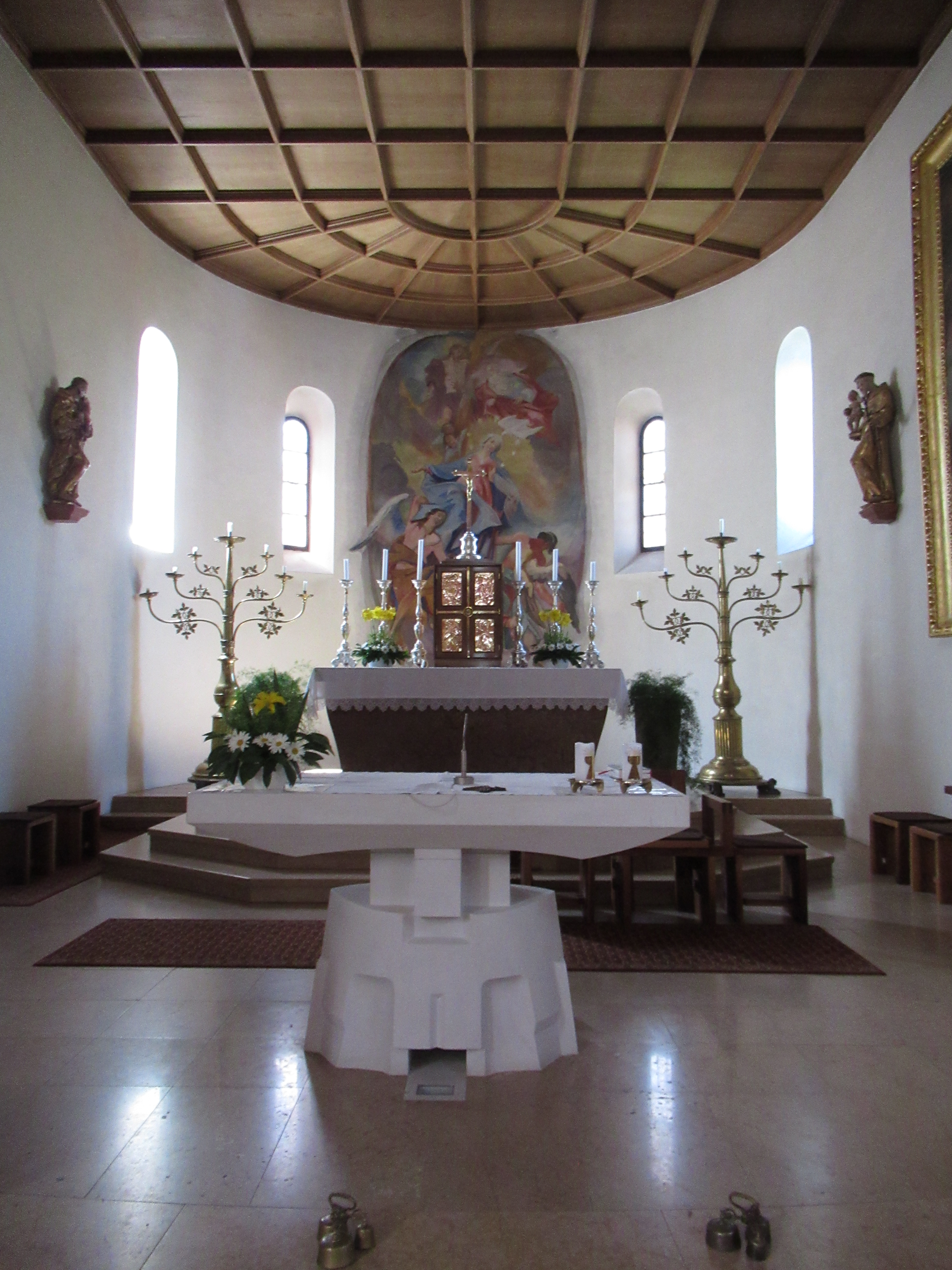
Altarraum

Der Innenraum der Kirche hat eine Holzdecke, die im Chorbereich mit Stützleisten verziert ist. Der Durchgang vom Langhaus zum Chor ist als großes offenes Rundbogenportal gestaltet und mit dunkelbraunen Randsteinen gerahmt. Er wird von zwei kleinen Seitenaltären flankiert, von denen der linke als Marienaltar gestaltet ist und der rechte mit einem davor aufgestellten Taufbecken und einem großen Kruzifix an der Wand als Taufaltar dient.
Im Altarraum zeigt sich rechts des modern gestalteten Altars ein großes gerahmtes Gemälde mit dem Bildnis der Katharina von Alexandrien. Die Wandfläche hinter dem Altar füllt ein großes Wandgemälde mit der Darstellung der Aufnahme Mariens in den Himmel aus, das anlässlich des von Papst Pius XII. im Weihejahr 1954 ausgerufenen Marienjahrs angefertigt wurde.
Mehrere holzgeschnitzte Heiligenfiguren, stilvolle Leuchter, davon zwei in der Apsis in der Art eines Siebenarmigen Leuchters, sowie ein aus Reliefbildnissen bestehender Kreuzweg schmücken die Wände des Langhauses und des Chors.

### Orgel

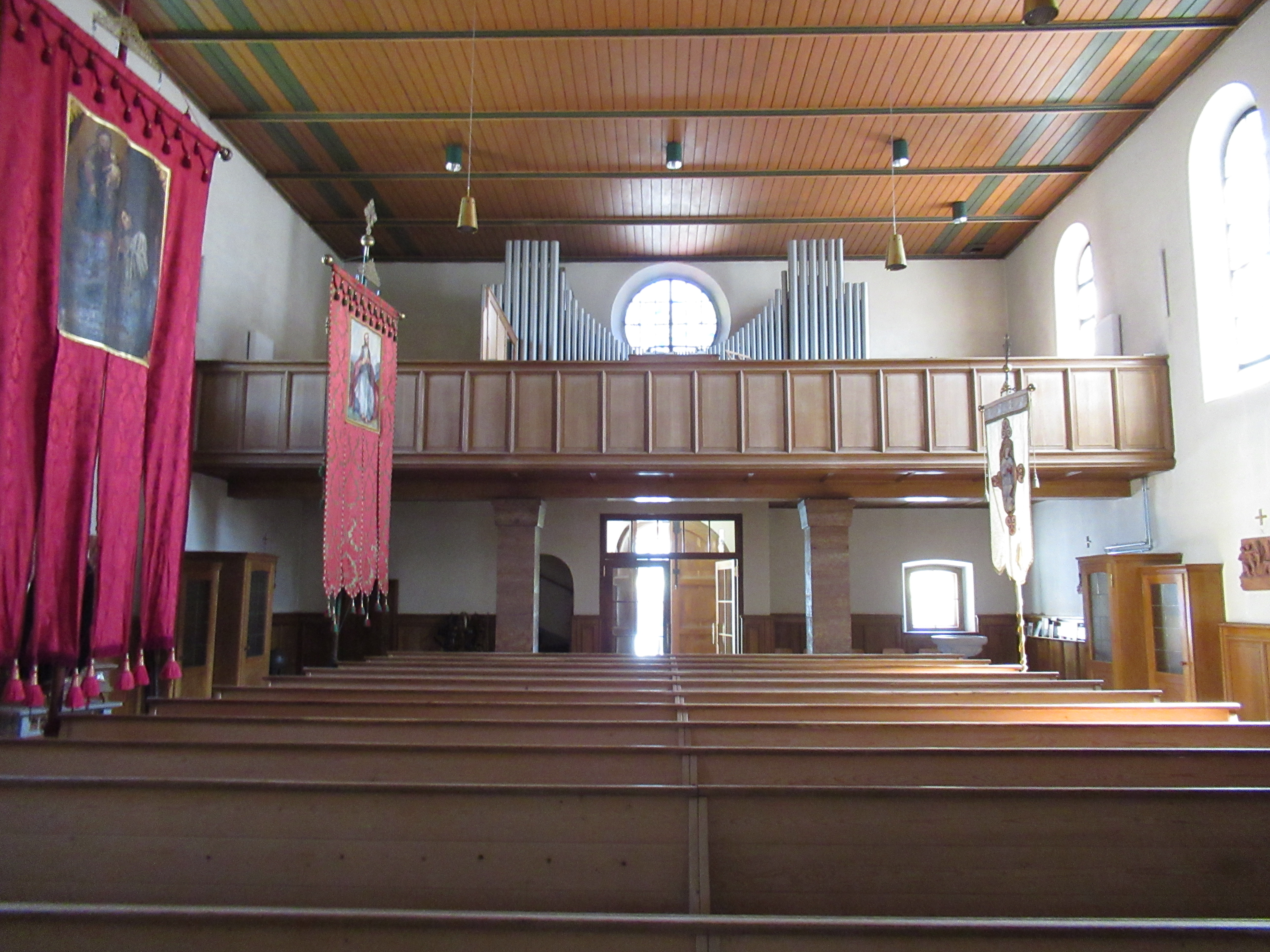
Orgelempore mit Stadelmann-Orgel

Mit dem Bau der neuen Kirche wurde 1950 auch eine neue Orgel geplant, die die Werkstatt des Orgelbauers Leopold Stadelmann aus Eggen baute. Dabei wurde unter anderem ein Großteil des Pfeifenmaterials der alten Behmann-Orgel aus dem Vorgängerbau ebenso wie deren Spieltisch übernommen.
Die neue Orgel ist eine Schleifladenorgel mit einer zweimanualigen Spielanlage sowie mit pneumatischer Register- und Spieltraktur. Die Disposition verfügt über drei Werke mit 17 Registern in folgender Verteilung:
| 1. Manual  |       |
| Principal  | 8′    |
| Tibia      | 8′    |
| Salizional | 8′    |
| Oktave     | 4′    |
| Mixtur     | 2 ⁄3′ |

| 2. Manual (Schwellbar) |       |
| Geigenprinzipal        | 8′    |
| Gedeckt                | 8′    |
| Quintatön              | 8′    |
| Vox coelestis          | 8′    |
| Flöte                  | 4′    |
| Quint                  | 2 ⁄3′ |
| Gemshorn               | 2′    |
| Cornett                | 2′    |

| Pedal      |     |
| Violonbass | 16′ |
| Subbass    | 16′ |
| Octavbass  | 8′  |
| Posaune    | 8′  |

- Koppeln: (Wippschalter) II/I, I/P, II/P, Super I, Super II/I, Sub II/I, Bassmelodiekoppel Ped/I
- Spielhilfen: Fixe Kombinationen: p, mf, f, Tutti (Druckknöpfe), Auslöser für fixe Kombinationen (Druckknopf), Zungenabstelle (Druckknopf), Auslöser für Zungenabsteller (Druckknopf); Schwelltritt